# Alchisme inermis
Alchisme inermis är en insektsart som beskrevs av Leon Fairmaire. Alchisme inermis ingår i släktet Alchisme och familjen hornstritar. Inga underarter finns listade i Catalogue of Life.